# Halbzellstoff

Ausschnitt aus Cellulosemolekülen, über mehrere Organisationsebenen entstehen Cellulosefasern

In Lignocellulose durchwirkt Lignin die Cellulose

Halbzellstoff ist ein Faserstoff für die Papierherstellung, der aus Holz hergestellt wird und vor allem aus Cellulose und Anteilen von Lignin besteht. Er stellt eine Zwischenstufe zwischen Zellstoff und Holzstoff dar. Halbzellstoff wird vor allem für die Herstellung von Wellenpapieren für Wellpappe verwendet.

## Hintergrund
Hochwertiges Papier wird meist aus Zellstoff hergestellt, welcher vor allem aus Cellulose besteht. Zellstoff wird vor allem mittels chemischer Verfahren (vor allem Sulfat- und Sulfitverfahren) aus Holz (Lignocellulose) gewonnen. Dabei geht rund 50 % der Substanz verloren, da das Lignin in Lösung (Schwarzlauge) geht.
Weniger hochwertiges und beständiges Papier (z. B. Zeitungs- und Magazinpapier) dagegen wird aus Holzstoff hergestellt. Bei der Gewinnung aus Holz wird das Lignin nicht entfernt, so dass die Ausbeute auf über 90 % der eingesetzten Holzmasse gesteigert werden kann. Die gewünschten Eigenschaften bestimmter Papiersorten könne auch durch den Ligninanteil verbessert werden. Problematisch kann die mit der Zeit stattfindende Vergilbung durch das Lignin sein.
Halbzellstoff ist eine Zwischenvariante zwischen Zellstoff und Holzstoff. Der Verfahrensschritt zur Entfernung des Lignins wird zum gewünschten Zeitpunkt unterbrochen, um einerseits die Ausbeute pro Holzmasse zu steigern oder durch das Lignin bestimmte Eigenschaften des daraus hergestellten Papiers zu beeinflussen. Auf der anderen Seite werden negative Effekte durch den Ligninanteil zwar nicht vollständig aber zumindest teilweise vermieden.